# Office fédéral de l'économie des eaux
L'Office fédéral de l'économie des eaux (OFEE) est un ancien office fédéral suisse.

## Histoire
En 1982, l'OFEE établit le programme de réparation et de remise en eau du barrage de Tseuzier.
En juin 1999, la Confédération annonce que le Service hydrologique et géologique national sera intégré à l'Office fédéral de l'économie des eaux en 2002.
En décembre 1999, la Confédération annonce que l'Office fédéral de l'économie des eaux sera renommé Office fédéral des eaux et de la géologie dès le 1er janvier 2000.